# Kurtoğlu, Delice
Kurtoğlu là một xã thuộc huyện Delice, tỉnh Kırıkkale, Thổ Nhĩ Kỳ. Dân số thời điểm năm 2010 là 71 người.